# Ляхово (Андреапольский район)
Ля́хово  — деревня в Андреапольском районе Тверской области. Входит в Хотилицкое сельское поселение.

## География
Расположена примерно в 3 верстах к югу от села Хотилицы на берегу реки Любутка.

## История
На топографической карте Фёдора Шуберта, изданной в 1871 году, обозначена деревня Ляхова. Имела 1 двор. 
В списке населённых мест Псковской губернии за 1885 год значится деревня Ляхово (№12252). Входила в состав Новорожской волости Торопецкого уезда. Имела 2 двора и 16 жителей. 
На карте РККА 1923—1941 годов обозначена деревня Ляхово. Имела 6 дворов. 

## Население
| 2002 | 2010 |
| ---- | ---- |
| 6    | ↘1   |

## Известные люди
- Здесь родился Герой Советского Союза Алексей Михайлович Чупин.